# Schildhornvogel

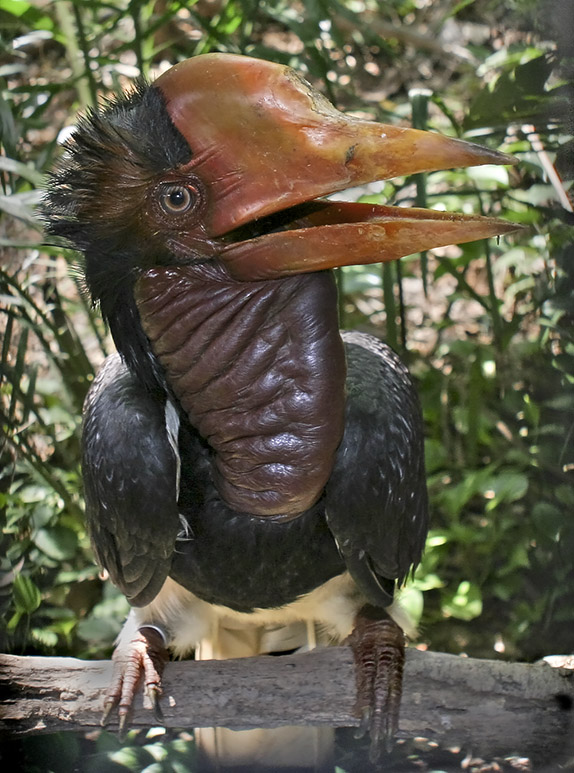
Schildhornvogel, Jungvogel

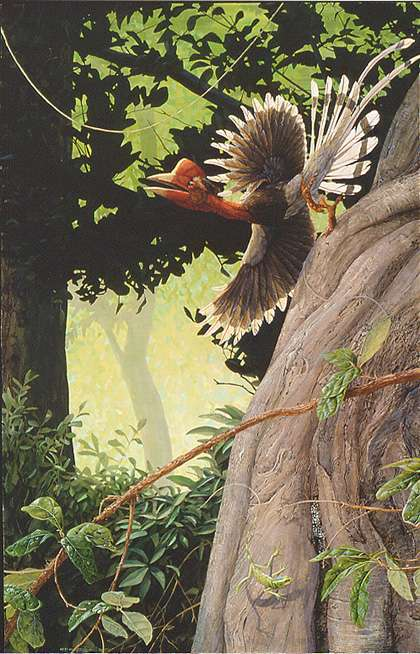
Darstellung eines Schildhornvogels im Flug

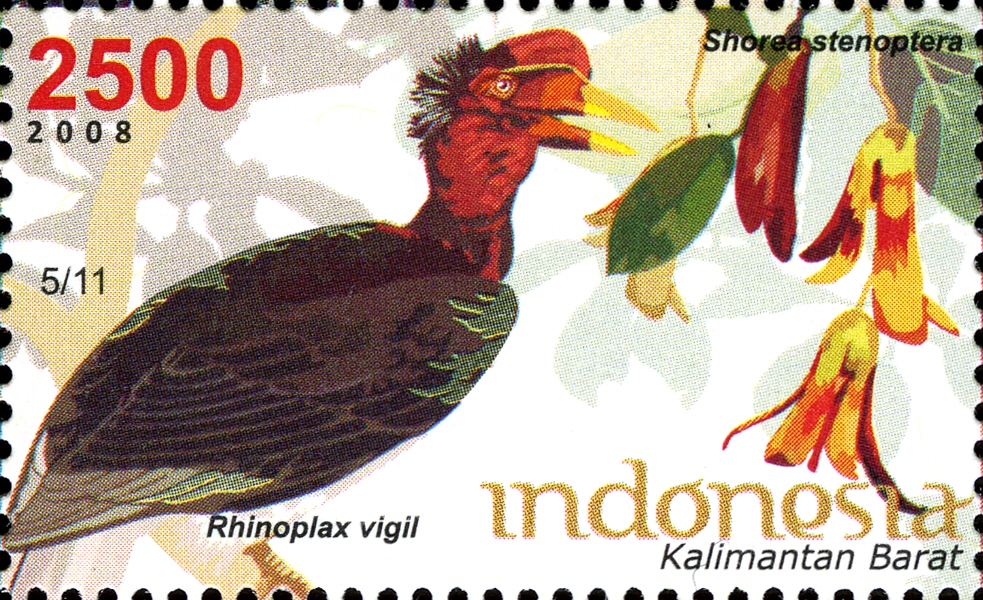
Schildhornvogel auf einer indonesischen Briefmarke

Der Schildhornvogel (Rhinoplax vigil Synonym: Buceros vigil), auch Schildschnabel genannt, ist mit 1,2 Meter Gesamtlänge einer der größten Vertreter aus der Familie der Nashornvögel. Das Verbreitungsgebiet dieser monotypischen Art ist Südostasien. Wie alle Nashornvogelarten ist auch der Schildhornvogel ein Höhlenbrüter. Der Ruf des Schildhornvogels ist noch in zwei Kilometer Entfernung zu vernehmen und gehört im tropischen Regenwald Südostasiens zu den lautesten Rufen der Tierwelt.
Die IUCN stuft den Schildhornvogel wegen eines sehr starken Bestandsrückgangs als eine vom Aussterben bedrohte Vogelart ein.

## Beschreibung
Der Schildhornvogel erreicht ohne die verlängerten Schwanzfedern eine Körperlänge zwischen 1,1 und 1,2 Meter. Das Gewicht beträgt zwischen 2,6 und 3 Kilogramm. Auf den Schwanz entfallen inklusive der verlängerten Schwanzfedern beim Männchen zwischen 73 und 98,2 Zentimeter. Beim Weibchen sind es 61,5 bis 79 Zentimeter. Ein großer Teil der Schwanzlänge fällt dabei auf das mittlere Paar der Schwanzfedern, die die anderen Schwanzfedern um bis zu 20 Zentimeter überragt. Der Schnabel ist vergleichsweise kurz und misst beim Männchen durchschnittlich 19,6 und beim Weibchen 17,1 Zentimeter.
Der Hals und der Kehlsack, Kopf, die Füße und obere Teil des Hornaufsatzes sind beim Männchen rötlich. Hals und Kopf sind abgesehen von einigen dunkelbraunen Federn auf dem Scheitel und rotbraunen Federn auf den Wangen unbehindert. Der untere Teil des Hornaufsatzes ist gelb gefärbt. Die Rotfärbung des Schnabels und des Schnabelhorns ist auf das Bürzelsekret zurückzuführen, mit dem der Schildvogel sein Gefieder pflegt. Rhinoplax vigil ist der einzige Nashornvogel, dessen Schnabel massiv, also ohne Luftkammern ist. Der Hornaufsatz macht 10 Prozent des Gesamtgewichts des Vogels aus. Der Vogel hat ein schwarzes Rückengefieder, die Schwanzfedern sind bräunlich, am Ende schwarz und weiß gefärbt. Die verlängerten Steuerfedern sind silbergrau und weisen sowohl das schwarze Endband als auch weiße Federspitzen auf. Wie alle Hornvögel verfügt auch diese Art über kurze breite und kräftige Flügel.
Die Augen des Männchens sind dunkelrot bis rotbraun, die Füße und Beine sind rotbraun.
Weibchen gleichen dem Männchen in ihrem Körpergefieder, sie sind lediglich etwas kleiner und der Schnabel weist an der Spitze kleine schwarze Sprenkel auf. Die unbefiederte Hals- und Gesichtshaut ist blassviolett. Der Kehlsack ist türkisfarben, die Augen sind rotbraun.
Jungvögel gleichen dem adulten Weibchen, das mittlere Paar der Steuerfedern weist jedoch noch nicht die Länge der adulten auf. Das Schnabelhorn ist noch unterentwickelt und der Schnabel ist gelblich grün. Die nackte Gesichts- und Halshaut ist grünlich blau, die Augen blass rotbraun.

## Verwechselungsmöglichkeiten
Im Verbreitungsgebiet des Schildhornvogels kommen mit dem Doppelhornvogel und dem Rhinozerosvogel zwei weitere große Nashornvogelarten vor. Beide Arten haben große hornförmige Schnabelaufsätze. Bei beiden Arten ist der Hals und der Kopf bis auf den nackten Kehlfleck gefiedert. Beim Doppelhornvogel ist der Hals und der hintere Kopf weiß.

## Verbreitung und Lebensweise
Diese Art kommt in Tieflandwäldern vor und verfügt über ein großes Verbreitungsgebiet, das sich vom südlichen Tenasserim in Burma über Thailand, die Malaiische Halbinsel, Singapur sowie die großen Sundainseln Borneo und Sumatra erstreckt. Der Lebensraum sind immergrüne Regenwälder bis in Höhenlagen von 1100 Meter. Er kommt auch in Primärwäldern mit selektivem Holzeinschlag vor, meidet aber Sekundärwald. Grundsätzlich sind die Lebensraumanforderungen ähnlich wie die des Rhinozerosvogels, der Schildhornvogel ist jedoch ein deutlich seltenerer Vogel als diese Nashornvogelart.

## Lebensweise
Der Schildhornvogel ist eine baumbewohnende Nashornvogelart, die sich überwiegend in den Kronen hoher Bäume aufhält. Es gibt keine Berichte darüber, dass sie gelegentlich auch auf den Erdboden herabkommen.
Adulte Schildhornvögel leben paarweise und besetzten ein Revier. Gelegentlich werden sie von einem Jungvogel besetzt und an den Reviergrenzen treffen gelegentlich drei bis vier Vögel aufeinander. Daneben gibt es kleine nomadische Trupps, die aus noch nicht geschlechtsreifen und nicht brütenden adulten Vögeln bestehen. Diese Gruppen bestehen gewöhnlich aus nicht mehr als acht Vögeln und durchstreifen ein größeres Gebiet auf Nahrungssuche. Revieranzeigende Rufe können jederzeit zwischen 8 Uhr morgens und 17 Uhr in den Nachmittagsstunden gehört werden. Meist sitzen die rufenden Vögel in Baumkronen 30 bis 60 Meter über dem Erdboden. Der Partnervogel, der ebenfalls ruft, sitzt gewöhnlich 50 bis 100 Meter entfernt. Beide Partnervögel verteidigen das Revier und reagieren auf die Rufe des benachbarten Paares. Sie setzen ihre massiven Schnäbel bei Revierkämpfen gegen Artgenossen ein. Von Männchen wird berichtet, dass sie gelegentlich bis zu zwei Stunden lang ihre Hornaufsätze gegeneinander schlagen. Sie tolerieren dagegen die nomadischen Trupps subadulter und nicht brütender adulter Vögel in ihrem Revier.

## Nahrung
Der Schildhornvogel ist omnivor und ernährt sich von Früchten, Reptilien, kleineren Vögeln sowie deren Brut. Früchte machen einen erheblichen Anteil an seiner Nahrung aus. Nach Beobachtungen in Malaysia und in Kalimantan, dem indonesischen Teil Borneos spielen zuckerreiche Feigen wie bei vielen anderen asiatischen Nashornvogelarten eine erhebliche Rolle im Nahrungsspektrum. Etwa die Hälfte der Nahrungssuche verbringt der Schildhornvogel mit der Jagd auf kleine Wirbeltiere und große Gliederfüßer. Verpaarte Vögel gehen gewöhnlich alleine auf Jagd, halten aber miteinander durch Rufe Kontakt. Der massive Schnabel hilft dem Schildhornvogel die Baumrinde zu entfernen, um darunter nach Gliederfüßern zu suchen. Möglicherweise setzt er den Schnabel auch beim Öffnen von Baumhöhlen ein, um fremde Vogelbrut zu erbeuten. Es wurde unter anderem beobachtet, wie zunächst ein Männchen und später ein Weibchen die Nisthöhle eines Orienthornvogels aufsuchte, der ebenfalls zu den großen Nashornvögeln zählt. Das Männchen hämmerte auf die Rückseite der Nisthöhle ein, während das darin befindliche Weibchen laut rief. Der männliche Orienthornvogel erschien jedoch nicht am Nest, um dieses zu verteidigen. Auch bei Rhinozerosvögeln wurde ein ausgesprochen antagonistisches Verhalten beobachtet, als ein Schildhornvogel sich in Nähe der Nisthöhle aufhielt.

## Fortpflanzung
Die Fortpflanzungsbiologie dieser Art ist noch nicht abschließend untersucht. Schildhornvögel sind nach jetziger Erkenntnis an keine spezifische Fortpflanzungszeit gebunden. Brutpaare ziehen nicht jedes Jahr einen Jungvogel groß.
Die Geschlechtsreife erreichen die Vögel mit einem Alter von 6 Jahren. Wie für Nashornvögel typisch, mauert sich das Weibchen, welches das Nest in einer Baumhöhle anlegt, zum Schutz vor Nesträubern in einer natürlichen Baumhöhle ein. Nur ein schmaler Spalt zur Nahrungsübergabe und zum Auswurf der Ausscheidungen bleibt offen. Das Weibchen legt nur 1 bis 2 Eier in das Nest. In freier Wildbahn wurde bislang nur jeweils ein Jungvogel beobachtet. Vermutlich können die adulten Vögeln in freier Wildbahn nur einen Jungvogel erfolgreich großziehen. Ähnliches wird auch für den nah verwandten Rhinozerosvogel beschrieben. Die Brutdauer beträgt ca. 45 Tage und danach verbleiben die Jungen noch bis zu 80 Tage im Nest. In freier Wildbahn wurde beobachtet, dass Jungvögel noch sechs Monate, nachdem sie die Bruthöhle verlassen hatten, von den Elternvögel gefüttert wurden.

## Gefährdung
Die IUCN listete den Schildhornvogel über einen längeren Zeitraum als (Near Threatened) oder potentiell gefährdet ein, da der Bestand zwar langsam abnahm, eine ausreichende Populationsgröße aber gegeben war. Grund für die Einordnung war die Störung des Lebensraumes der Vögel. Früher wurde die Art wegen ihres Schnabels und der Federn stark bejagt. Diese Art ist im CITES Anhang I (totales Handelsverbot) gelistet. Zudem laufen mehrere Forschungsprojekte, um einen besseren Schutz dieser Art zu ermöglichen. 2015 änderte die IUCN ihre Einstufung von Near Threatened auf Critically endangered, da die Lebensraumzerstörung im Verbreitungsgebiet dieser Art erheblich zugenommen hat und gleichzeitig ein weiterhin starker Jagddruck besteht.

## Schildhornvogel und Mensch

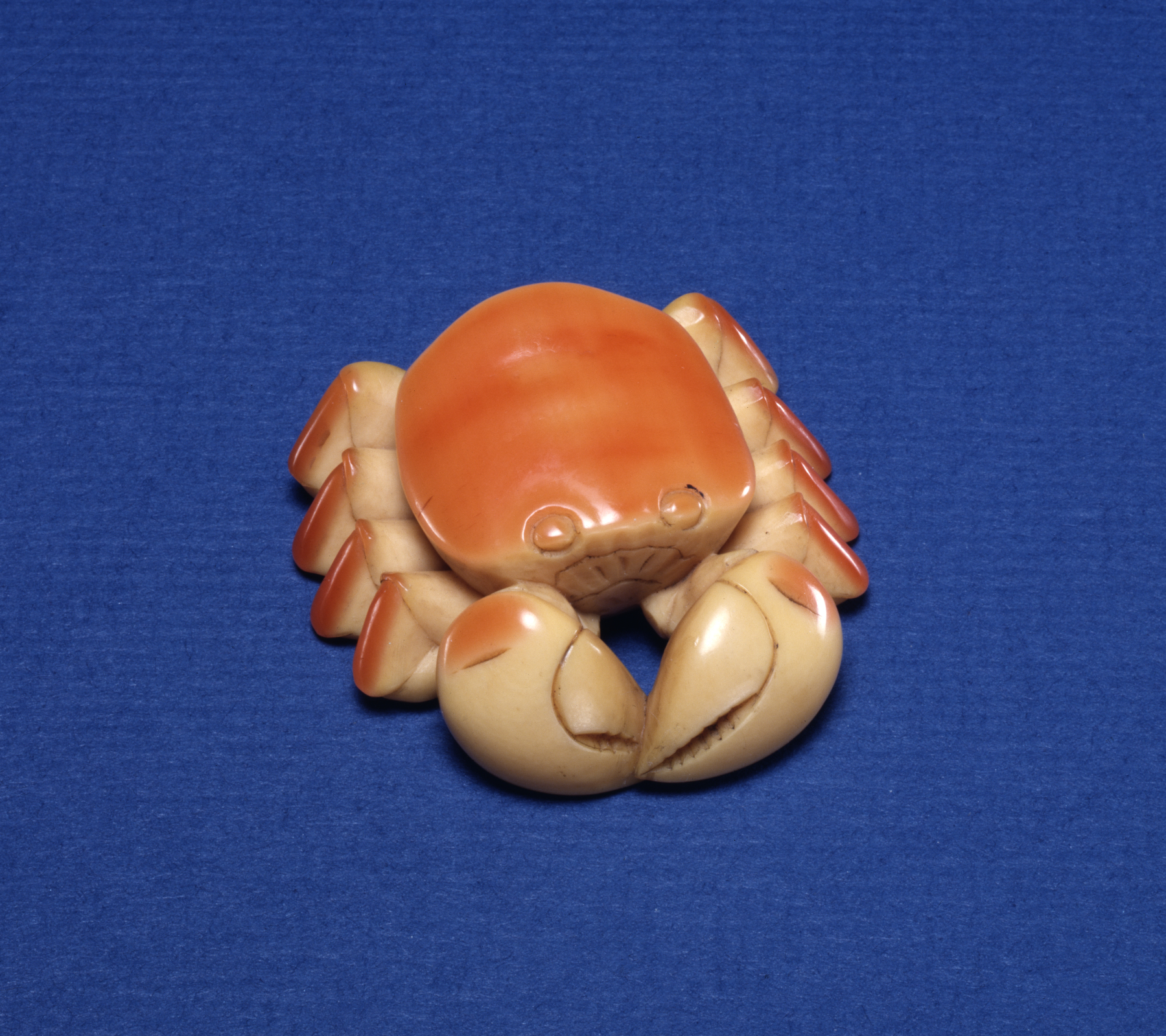
Japanische Gürtelschnalle aus dem 19. Jahrhundert, geschnitzt aus dem Horn des Schildhornvogels und mit dem Bürzelsekret eingefärbt

Ähnlich wie bei den anderen großen Nashornvögeln spielt auch der Schildhornvogel eine Rolle in den Traditionen der Ethnien seines Verbreitungsgebietes. Die Schwanzfedern, deren mittleres Paar eine beachtliche Länge von bis zu 90 Zentimeter erreichen werden kann, zieren bei den Kayan, Kenyah und den Kelamtan die Kopfbedeckungen der jungen Krieger, die bereits einen Feind getötet haben. Das Horn wird als Ohrschmuck für ältere Männer verarbeitet. Auch lassen sich aus seinem Hornaufsatz Schmuckstücke und Kunstwerke schnitzen – daher wird der Schildhornvogel in einem Maße gewildert, dass er vom Aussterben bedroht ist.
Das Horn wird bereits seit der Mingzeit nach China exportiert, wo es zu Gürtelschnallen verarbeitet wurde. Auch in Japan gibt es eine lange Tradition in der Verarbeitung des Horns. Das Horn kommt immer noch in den Handel – allein zwischen 2011 und 2014 wurden mehr als 1100 Schädel und Hörner auf Borneo beschlagnahmt. Nach Schätzungen einiger Experten werden für den illegalen Handel, bei dem das Kilogramm Horn wertvoller ist als das Elfenbein von Elefanten, jährlich mehr als 6000 Schildhornvogel getötet. In Indien wird es als Liebeszauber verkauft. Der Handel mit dem Elfenbein dieser Vögel findet teils sehr offen statt: Alan Kemp sah noch in den 1990er Jahren Schädel und Hörner des Schildvogels, die in Singapur zum Kauf angeboten wurden.
Eine malaiische Legende begründet die eigenartigen Rufe des Schildhornvogels mit der Strafe für einen heimtückischen Mord: Ein junger Mann durchhackte das Bambusgerüst, auf dem die Hütte seiner Schwiegermutter stand (die mehrfach wiederholten johlenden Rufe des Vogels) und war zutiefst erfreut, als die Schwiegermutter starb, als die Hütte zusammenbrach (bezieht sich auf die gackernden Laute des Vogels, die an ein manisches Lachen erinnern). Als Strafe für den Mord wurde der junge Mann in einen Schildhornvogel verwandelt, der stetig seine Untat durchleben muss.

## Einzelbelege
1. 1 2 3 4  Kemp: The Hornbills - Bucerotiformes. S. 194.
2. ↑  Rhinoplax vigil in der Roten Liste gefährdeter Arten der IUCN 2015. Eingestellt von: BirdLife International, 015. Abgerufen am 4. Dezember 2016.
3. 1 2  Kemp: The Hornbills - Bucerotiformes. S. 193.
4. ↑  Kemp: The Hornbills - Bucerotiformes. S. 192.
5. 1 2 3 4 5  Kemp: The Hornbills - Bucerotiformes. S. 195.
6. 1 2 3  Kemp: The Hornbills - Bucerotiformes. S. 196.
7. ↑  BBC Magazine: The bird that's more valuable than ivory. In: BBC. 12. Oktober 2015, abgerufen am 4. Dezember 2016.